# リーンスタートアップ
リーンスタートアップ（英語: Lean startup）は、起業の方法論の1つ。

## 概要
アメリカ合衆国のシリコンバレーはヒューレット・パッカード、Apple、インテル、Google、Facebookといった世界的な大企業となったベンチャー企業の発祥の地でもある。シリコンバレーは無数のベンチャーが生まれているが大企業にまで発展できるのは、ほんのわずかであり、1000社に3社とも言われている。この極めて低い成功率を引き上げることはシリコンバレーにおいても長年の課題であり、さまざまな起業の方法論が考案されてきた。リーンスタートアップはそうした方法論を取り入れつつ、マネジメント論として体系化した理論の1つである。
コストをそれほどかけずに最低限の製品や、最低限のサービス、最低限の機能を持った試作品を短期間で作り、顧客に提供することで顧客の反応を観察する。その観察結果を分析し、製品、サービスが市場に受け入れられるか否か判断し（市場価値が無ければ撤退も考慮）、試作品やサービスに改善を施し、機能などを追加して再び顧客に提供する。このサイクルを繰り返すことで、起業や新規事業の成功率が飛躍的に高まると言われている。
名称は、「無駄がない」という意味の「リーン（英語: lean）」と、「起業」を意味する「スタートアップ（英語: startup）」を組み合わせて作られた。

## 歴史
起業家のエリック・リースは紆余曲折を経てインターネットのコミュニケーションサイトを運営するベンチャーの立ち上げに成功する。その体験を基に起業の手法論をまとめている時に、トヨタ生産方式を学び、自身の手法とトヨタ生産方式の「ムダ取り」との間に共通点を見出した。リーンスタートアップの「リーン」にはトヨタ生産方式の「ムダ取り」の影響もあるものと考えられている。2011年に出版された『The Lean Startup』は、大きな反響を呼び、アメリカでベストセラーとなった。

## 手法
以下に示す「構築」、「計測」、「学習」のプロセスを短期間で繰り返す。

### 構築
ある想定された顧客がある新規サービス、製品を必要としていると仮説を立て、新規事業のアイデアを練る。
続いて、上記のアイデアを元にした製品をなるべくコストをかけずに開発する。この時に開発されるサービス、製品、試作品をMVP（Minimum viable product）、実用最小限の製品と呼ぶ。

### 計測
上記で作成したMVPをアーリーアダプター（英語: Early Adopters、初期採用者）と呼ばれる流行に敏感で、情報収集を自ら行い、判断するような人々に提供して、その反応を見る。

### 学習
アーリーアダプターの反応、意見からMVPを改良して顧客に受け入れられるものにする。
また、アーリーアダプターの反応、意見から最初に立てた仮説そのものが誤りだと判断されることもある。この場合には仮説そのものを見直して、方向を大きく転換する。リースは、この方向転換をバスケットボールの用語になぞらえて「ピボット」と呼んでいる。

## 参考書籍
- Eric Ries (2011). The Lean Startup. Crown Publishing. ISBN 978-0-307-88789-4
  - エリック・リース 著、伊藤穰一 訳『リーン・スタートアップ』日経BP、2012年。ISBN 978-4822248970。 - 上記の翻訳版